# Emeril Lagasse
 (octobre 2018).
Si vous disposez d'ouvrages ou d'articles de référence ou si vous connaissez des sites web de qualité traitant du thème abordé ici, merci de compléter l'article en donnant les références utiles à sa vérifiabilité et en les liant à la section « Notes et références ».
Pour les articles homonymes, voir Lagasse.
Emeril Lagasse, né le 15 octobre 1959 à Fall River, dans le Massachusetts, est un chef restaurateur, écrivain et personnalité de la télévision américaine. Il a des ancêtres canadiens français et portugais.

## Biographie
Le 19 février 2008, Martha Stewart Living Omnimedia (en) a annoncé qu'elle avait acquis les droits sur tous les produits Emeril, y compris les ustensiles de cuisine, les livres de cuisine, les émissions de télévision et les produits alimentaires dans le cadre d'un accord de 50 millions de dollars. Lagasse conserve les droits sur ses restaurants et bureaux d'entreprise.

## Livres de cuisine
Lagasse a écrit plusieurs livres de cuisine tels que :
- New New Orleans Cooking (1993)
- Louisiana Real and Rustic (1996)
- Emeril's Creole Christmas (1997)
- Emeril's TV Dinners (1998)
- Every Day's a Party (1999)
- Prime Time Emeril (2001)
- Emeril's There's a Chef in My Soup!: Recipes for the Kid in Everyone (2002)
- From Emeril's Kitchens: Favorite Recipes from Emeril's Restaurants (2003)
- Emeril's There's a Chef in My Family (2004)
- Emeril's Potluck: Comfort Food with a Kicked-Up Attitude (2004)

## Caméo
Emeril Lagasse est maire de la Nouvelle-Orléans dans la série télévisée Fringe.